# Ретроспективна изложба Бете Вукановић (1958)
Ретроспективна изложба Бете Вукановић се одржала у периоду од 10. до 19. октобра 1958. године у Уметничком павиљону „Цвијета Зузорић”.

## Почасни одбор
Почасни одбор изложбе су чинили:
- Дража Марковић
- Станка Веселинов
- Милорад Панић Суреп
- Ђурица Јојкић
- Вељко Петровић
- Зора Симић Миловановић
- Ђорђе Андрејевић Кун
- Сретен Стојановић
- Александар Секулић
- Предраг Милосављевић
- Илија Коларовић

## Организациони одбор
Организациони одбор изложбе су чинили:
- Михаило Петров
- Васа Поморишац
- Јефто Перић
- Антон Хутер
- Сретен Докић
- Бранко Станковић
- Бошко Вукашиновић

## Изложена дела

### Уља
1. „Риста Вукановић”
2. „Летњи дан”
3. „Девојка под воћем”
4. „Циганка и патке”
5. „Латинка”
6. „Унутрашњост манастира Манасије”
7. „Моја мајка”
8. „Качаци”
9. „Боксер Џонсон”
10. „Муфтија”
11. „Ацалеје”
12. „Брат и сестра”
13. „Зимске руже”
14. „Босанка”
15. „Глава девојчице”
16. „Портре”
17. „Баварска сељанка”
18. „Здравица — Словенац”
19. „Венеција”
20. „Златна рибица”
21. „Божур”
22. „Бели божур”
23. „Доручак у врту”
24. „Језеро на Палићу”
25. „Портре дечака”
26. „Студија”
27. „Чајниче”
28. „Музика”
29. „Цвеће”
30. „Мотив из Словеније”
31. „Студеница”
32. „Ибар”
33. „Ибарска клисура”
34. „Призрен”
35. „Акт”
36. „Девојка из Требиња”
37. „Пред огледалом”
38. „Мотив из Словеније”
39. „Жена из Призрена”
40. „Деца”
41. „Призренке”
42. „Музиканти”
43. „Јапанска трешња”
44. „Домаћица”
45. „Пироћанка”
46. „Балерина”
47. „Рибе”
48. „Акт”
49. „Полуакт”
50. „Јесењи мотив”
51. „Охридско језеро”
52. „Шкољке”
53. „Женски портрет”
54. „Орхидеја”
55. „Циганка из Македоније”
56. „Студија”

### Пастели
1. „Девојка на прозору”
2. „У катедрали”
3. „Паула”
4. „Драгослава”

### Акварели
1. „Охрид”
2. „Венеција”
3. „Из Травника”
4. „Мале Туркиње”
5. „Београд 1944”
6. „Улаз у манастир Високе Дечане”
7. „Домаћица из Јужне Србије”
8. „За разбојем”
9. „Мајка и дете”
10. „Глава Циганке”
11. „Груж”
12. „Соко град”
13. „Венеција у магли”
14. „Врт у Минхену”
15. „Качак”
16. „Из Мостара”
17. „Мртва природа”

### Бакрорези
1. „Херцеговац”
2. „Девојчица”
3. „Туркиња”
4. „Женска глава”
5. „Чергари”

### Карикатуре
1. Лепосава Петковић
2. Аца Борисављевић
3. Антон Ажбе
4. Паја Маринковић
5. Тихомир Ђорђевић
6. Дипломате
7. Смиља Ђаковић
8. Нико Миљанић
9. Милан Вапа
10. Стојан Новаковић
11. Конте Иво Војновић
12. Светислав Петровић
13. Илија Шобајић и Драгољуб Павловић
14. Љуба Јовановић и Милован Миловановић
15. Миодраг Ибровац
16. Петар Добровић
17. Воја Јанић
18. Момчило Нинчић
19. Коста Главинић
20. Надежда Петровић
21. Мајка и ћерка
22. Светозар Прибићевић
23. Петар Крстић
24. Коста Христић
25. Стева Тодоровић
26. Марко Мурат
27. Риста Вукановић
28. Принц Ђорђе
29. Љуба Ковачевић
30. Никола Вулић
31. Из болнице
32. Миодраг Ибровац
33. Миле Павловић
34. Нажјар
35. Конт Дампијер